# Luca Filippi
Luca Filippi (Savigliano, 1985. augusztus 9. –) olasz autóversenyző.

## Pályafutása

### A kezdetek
1994-től 2002-ig gokartversenyeken vett részt. 2003-ban és 2004-ben a brit, az olasz, és az európai Formula Renault bajnokságban szerepelt.
2005-ben Giancarlo Fisichella csapatával, a Fisichella Motorsportal az olasz Formula–3000-es sorozatban versenyzett. A szezon nyolc futamából négyet megnyert és több mint húsz pontos előnyben lett bajnok a cseh Jarek Janis előtt.

### GP2

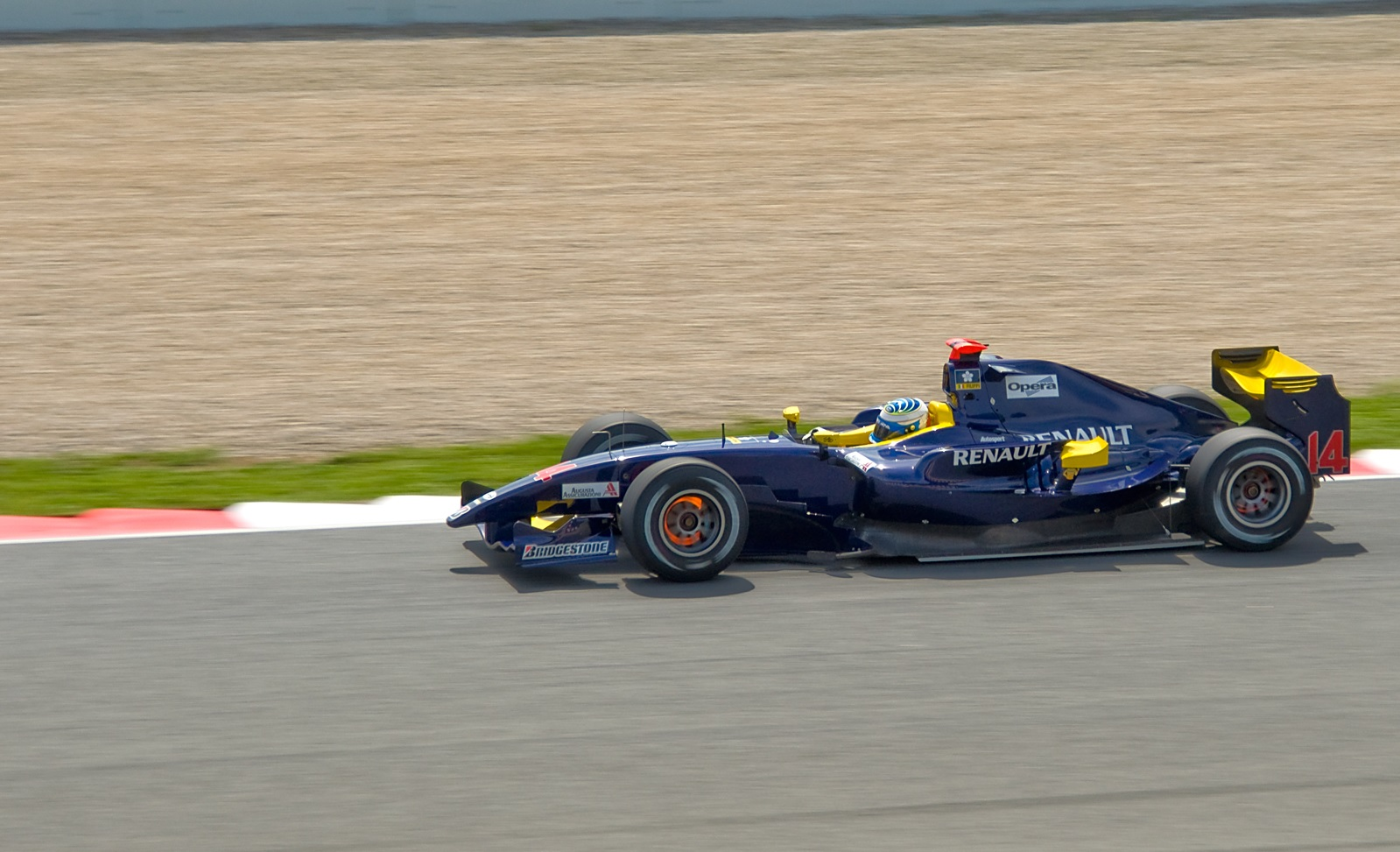
Luca Filippi a 2009-es GP2-es bajnokság katalán versenyén

2006-ban a Coloni Motorsport hátterével elinduló FMS International pilótája lett a Formula–1 előszobájának is tekinthető GP2-ben. A brit nagydíjtól a BCN Competicion-hoz igazolt át.
2007-re a Super Nova Racing alkalmazásába került és a szezon egyik legerősebb teljesítményét nyújtó versenyzője lett. A szezonnyitón, Bahreinben rögtön pole-pozíciót, valamint futamgyőzelmet szerzett és a 4. helyen végzett összetettben.
2007. november 14-én a Honda Racing csapatával tesztelhetett. December 6-án pedig a Super Aguri biztosított lehetőséget és gyorsabb időt ment, mint a gárda állandó versenyzője, Szató Takuma.
A GP2 évadra a francia ART Grand Prix-vel kezdett, majd gyenge teljesítményét és 10 futamot követően elhagyta az istállót, majd az Arden-hez szerződött Yelmer Buurman helyére. Csupán egyszer végzett a pontszerző zónában, az európai nagydíj főfutamán. 
2009-re visszatért a Super Novához és a portugáliai Algarve pályán az év legutolsó versenyét megnyerte, amivel a végelszámolás 5. helyére zárkózott fel. Egy évvel később a kezdésre nem sikerült ülést találnia. Silverstone-tól a Super Nova hívta vissza, hogy helyettesítse a sérült Josef Krált. Az utolsó forduló előttig maradt és pontokat gyűjtött a Hungaroringen és Spa-ban. Ezzel ő lett a legtöbb hétvégén induló személy a sorozat történetében, megdöntve Javier Villa 82 futamos addigi rekordját.
2011-ben továbbra is maradt a Super Nova színeiben. Öt fordulót követően ismételten váltott a Scuderia Coloni-hoz honfitársát, Kevin Ceccon-t leváltva. Az itt futott első gp-jét leggyorsabb körrel bebiztosítva megnyerte. Ezenkívül egy-egy sikert könyvelhetett el Belgiumban és hazai pályán, Olaszországban.
2012-re a Coloni ismét helyettesítés céljából hívta vissza a hazai, monzai versenyére. Rögtön a fontosabb és több pontos főversenyt megnyerte. Szingapúrban pole-pozíciót szerzett, viszont a futamon balesetbe került és kiállt. Az autója olyan súlyosan rongálódott, hogy a második és egyben szezonzáró futamon nem indult el. Így is a 16. helyen végzett a rangsorban, annak ellenére, hogy a 24-ből csak 4-en vett részt. Később már nem tért vissza a szériába.
Tizenegyszer állt dobogón, legjobb év végi helyezését pedig a 2007-es szezonban érte el, amikor is a negyedik helyen zárt.

### GP2 Asia
2008-ban első szezonját kezdte meg a GP2 Asia Series, ami Ázsiában és a Közel-Keleten bonyolított le fordulókat a téli holtszezonban. A malajziai Team Meritus színeiben indult, mivel az őket irányító gyári Racing Engineering nem vett részt téli bajnokságokban.
A 2008 végén kezdődő és 2009 elején befejeződő szuper idényére visszaült a BCN-hez Kínára, azonban a többi hétvégére Fabrizio Crestani váltotta, mivel a csapatot felvásárolták. A 2009–10-es kiírásra újból a Mertius alkalmazta és Bahreinben a főfutamon megszerezte az egyesület első győzelmét a szériában. Az bajnokság utolsó, 2011-es változtatásokkal teli szezonjára a Scuderia Coloni nevezte James Jakes helyére a kényszerből Európában, Imolában megrendezett utolsó versenyekre.

### AutoGP
2010-ben az Auto GP elnevezésű formulaautós bajnokságban indult előbb az Euronova, majd az őt régóta támogató Super Nova csapattal. Az évadnyitót megnyerte Brnóban, majd az utolsó Monzában lebonyolított versenyt is. Így két futamon állt fel a pódium legfelső fokára, két különböző csapat színeiben. 2011-ben teljes évet ment a GP2 mellett. Hat dobogójával csupán 3 ponttal maradt le a bajnoki címet elhódító honfitársa, Kevin Ceccon mögött úgy, hogy a német gp-ket kihagyta.

### IndyCar
2012. március 6-án a Rahal Letterman Lanigan Racing (RLL) kötött vele megállapodást a 2012-es IndyCar-évad indianapolisi 500-tól számított versenyeire, felváltva Szató Takumával. Azonban később nem vett részt egyik viadalon sem. 2013-ban a Bryan Herta Autosport indította négy hétvégén.
2015-ben a CHF Racing alakulatával szerződött az utcai/épített pályákra. Az egyetlen nem USA-ban rendezett fordulón, a kanadai Torontóban második lett csapattársa, Josef Newgarden mögött. 2016-ban teljes évre a Dale Coyne Racing alkalmazásában állt. Élete legelső oválján, Phoniex-ben a 20. helyen ért be. Néhány nappal később az Indy-futamok előtt Coyne egyéb okok miatt menesztette Filippi-t és inkább a kolumbiai-amerikai fiatalt, Gaby Chaves-t ültette be a helyére.

### Formula–E
A 2017–18-as teljesen elektromos Formula–E-be igazolt a NIO-hoz. Az évadnyitó, egyben debütáló Hongkong-i viadalán a pontot érő 10. lett. A hátralévő 10 versenyén már nem tudott pontokat gyűjteni. Párizst pedig Ma Csing-hua különleges kontraktusa miatt ki is hagyta. Csupán 1 egységet gyűjtve, a NIO a következő kiírásra már nem alkalmazta.

### Túraautózás
A 2019-es évben szakágat váltott és a BRC Hyundai-val indulva a TCR Európa-kupában mérettette meg magát. A Red Bull Ring-en első rajtkockából lett 2. helyezett. A koronavírus-világjárvány által beárnyékolt 2020-as túraautó-világkupa (WTCR) évadban legtöbbször a Team Mulsanne Alfa Romeójával körözött a pályákon szabad kártyával. A kaotikus aragóniai évadzáró középső futamán érte el legjobb helyezését, egy 9. pozíciót. 2021-ben a vadonatúj koncepción alapuló elektromos TCR-szériába igazolt szintén az Alfa Romeo gárdájához, mely a M1RA-val állt szövetségben. 2022-ben a már világkupa státuszt kapó bajnokságban maradt továbbra is.

## Eredményei

### Teljes GP2-es eredménysorozata
(Táblázat értelmezése)

(Félkövér: pole-pozícióból indult; dőlt: leggyorsabb kört futott) 

| Év   | Csapat              | 1          | 2          | 3          | 4          | 5          | 6          | 7          | 8          | 9          | 10         | 11         | 12         | 13         | 14         | 15         | 16         | 17         | 18         | 19         | 20         | 21        | 22         | 23         | 24         | Helyezés | Pont |
| ---- | ------------------- | ---------- | ---------- | ---------- | ---------- | ---------- | ---------- | ---------- | ---------- | ---------- | ---------- | ---------- | ---------- | ---------- | ---------- | ---------- | ---------- | ---------- | ---------- | ---------- | ---------- | --------- | ---------- | ---------- | ---------- | -------- | ---- |
| 2006 | FMS International   | VAL FEA Ki | VAL SPR Ki | IMO FEA 11 | IMO SPR 5  | GER FEA Ki | GER SPR Ki | ESP FEA    | ESP SPR    | MON FEA    |            |            |            |            |            |            |            |            |            |            |            |           |            |            |            | 19.      | 7    |
| 2006 | BCN Competicion     |            |            |            |            |            |            |            |            |            | GBR FEA Ki | GBR SPR 9  | FRA FEA Ki | FRA SPR Ki | HOC FEA 21 | HOC SPR 16 | HUN FEA 12 | HUN SPR Ki | TUR FEA 10 | TUR SPR Ki | ITA FEA 4  | ITA SPR 7 |            |            |            | 19.      | 7    |
| 2007 | Super Nova Racing   | BHR FEA 1  | BHR SPR 3  | ESP FEA Ki | ESP SPR 11 | MON FEA 4  | FRA FEA 4  | FRA SPR 2  | GBR FEA 5  | GBR SPR 7  | GER FEA Ki | GER SPR Ki | HUN FEA Ki | HUN SPR 16 | TUR FEA Ki | TUR SPR 7  | ITA FEA 2  | ITA SPR 2  | BEL FEA 2  | BEL SPR 7  | VAL FEA 18 | VAL SPR 6 |            |            |            | 4.       | 59   |
| 2008 | ART Grand Prix      | ESP FEA 11 | ESP SPR Ki | TUR FEA 16 | TUR SPR 14 | MON FEA Ki | MON SPR 12 | FRA FEA 10 | FRA SPR 3  | GBR FEA 8  | GBR SPR Ki |            |            |            |            |            |            |            |            |            |            |           |            |            |            | 19.      | 6    |
| 2008 | Arden International |            |            |            |            |            |            |            |            |            |            | GER FEA Ki | GER SPR Ki | HUN FEA 15 | HUN SPR Hn | VAL FEA 8  | VAL SPR 13 | BEL FEA 19 | BEL SPR Ki | ITA FEA Ki | ITA SPR Ki |           |            |            |            | 19.      | 6    |
| 2009 | Super Nova Racing   | ESP FEA 4  | ESP SPR 7  | MON FEA Ki | MON SPR Hn | TUR FEA 2  | TUR SPR Ki | GBR FEA 14 | GBR SPR 16 | GER FEA Ki | GER SPR 18 | HUN FEA 6  | HUN SPR 2  | VAL FEA 7  | VAL SPR Ki | BEL FEA Ki | BEL SPR Ki | ITA FEA Ki | ITA SPR Ki | POR FEA 2  | POR SPR 1  |           |            |            |            | 5.       | 40   |
| 2010 | Super Nova Racing   | ESP FEA    | ESP SPR    | MON FEA    | MON SPR    | TUR FEA    | TUR SPR    | VAL FEA    | VAL SPR    | GBR FEA 20 | GBR SPR 9  | GER FEA 10 | GER SPR 7  | HUN FEA 14 | HUN SPR 6  | BEL FEA 5  | BEL SPR Ki | ITA FEA Ki | ITA SPR 14 | UAE FEA    | UAE SPR    |           |            |            |            | 20.      | 5    |
| 2011 | Super Nova Racing   | TUR FEA Ki | TUR SPR 14 | ESP FEA Ki | ESP SPR Ki | MON FEA 3  | MON SPR 4  | VAL FEA Ki | VAL SPR 15 | GBR FEA 13 | GBR SPR 12 |            |            |            |            |            |            |            |            |            |            |           |            |            |            | 2.       | 54   |
| 2011 | Scuderia Coloni     |            |            |            |            |            |            |            |            |            |            | GER FEA 1  | GER SPR 3  | HUN FEA 6  | HUN SPR Ki | BEL FEA 4  | BEL SPR 1  | ITA FEA 1  | ITA SPR 5  |            |            |           |            |            |            | 2.       | 54   |
| 2012 | Scuderia Coloni     | MAL FEA    | MAL SPR    | BHR1 FEA   | BHR1 SPR   | BHR2 FEA   | BHR2 SPR   | ESP FEA    | ESP SPR    | MON FEA    | MON SPR    | VAL FEA    | VAL SPR    | GBR FEA    | GBR SPR    | GER FEA    | GER SPR    | HUN FEA    | HUN SPR    | BEL FEA    | BEL SPR    | ITA FEA 1 | ITA SPR 22 | SIN FEA Ki | SIN SPR Ni | 16.      | 29   |

† Nem fejezte be a versenyt, de helyezését értékelték, mivel a versenytáv több, mint 90%-át teljesítette.

### Teljes GP2 Asia Series eredménysorozata
(Táblázat értelmezése)

(Félkövér: pole-pozícióból indult; dőlt: leggyorsabb kört futott) 

| Év      | Csapat                 | 1          | 2           | 3           | 4           | 5          | 6           | 7          | 8          | 9           | 10          | 11       | 12       | Helyezés | Pont |
| ------- | ---------------------- | ---------- | ----------- | ----------- | ----------- | ---------- | ----------- | ---------- | ---------- | ----------- | ----------- | -------- | -------- | -------- | ---- |
| 2008    | Qi-Meritus Mahara      | DUB1 FEA 5 | DUB1 SPR Ki | IDN FEA Kiz | IDN SPR 21  | MAL FEA Ki | MAL SPR Ki  | BHR FEA Ki | BHR SPR 11 | DUB2 FEA 12 | DUB2 SPR Ki |          |          | 17.      | 4    |
| 2008–09 | BCN Competición        | CHN FEA Ki | CHN SPR Ki  | DUB FEA     | DUB SPR     | BHR1 FEA   | BHR1 SPR    | QAT FEA    | QAT SPR    | MAL FEA     | MAL SPR     | BHR2 FEA | BHR2 SPR | –        | 0    |
| 2009–10 | MalaysiaQi-Meritus.com | ABU1 FEA 2 | ABU1 SPR 8  | ABU2 FEA 14 | ABU2 SPR 17 | BHR1 FEA 2 | BHR1 SPR 18 | BHR2 FEA 1 | BHR2 SPR 8 |             |             |          |          | 2.       | 29   |
| 2011    | Scuderia Coloni        | ABU FEA    | ABU SPR     | ITA FEA 20  | ITA SPR 10  |            |             |            |            |             |             |          |          | 20.      | 0    |

† Nem fejezte be a versenyt, de helyezését értékelték, mivel a versenytáv több, mint 90%-át teljesítette.

### Teljes Auto GP eredménylistája
(Táblázat értelmezése)

(Félkövér: pole-pozícióból indult; dőlt: leggyorsabb kört futott) 

| Év   | Csapat            | 1       | 2        | 3        | 4        | 5       | 6       | 7       | 8       | 9       | 10       | 11       | 12      | 13      | 14      | Helyezés | Pont |
| ---- | ----------------- | ------- | -------- | -------- | -------- | ------- | ------- | ------- | ------- | ------- | -------- | -------- | ------- | ------- | ------- | -------- | ---- |
| 2010 | Euronova Racing   | BRN 1   | BRN 2 13 | IMO 1 12 | IMO 2 Ki | SPA 1 2 | SPA 2 5 | MAG 1   | MAG 2   |         |          |          |         |         |         | 5.       | 34   |
| 2010 | Super Nova Racing |         |          |          |          |         |         |         |         | NAV 1 7 | NAV 2 Ki | MNZ 1 7  | MNZ 2 1 |         |         | 5.       | 34   |
| 2011 | Super Nova Racing | MNZ 1 2 | MNZ 2 6  | HUN 1 11 | HUN 2    | BRN 1   | BRN 2 3 | DON 1 2 | DON 2 5 | OSC 1   | OSC 2    | VAL 1 12 | VAL 2 7 | MUG 1 2 | MUG 2 4 | 2.       | 127  |

† A versenyt nem fejezte be, de helyezését értékelték, mert a versenytáv több, mint 90%-át teljesítette.

### Teljes IndyCar eredménysorozata
(Táblázat értelmezése)

(Félkövér: pole-pozícióból indult; dőlt: leggyorsabb kört futott) 

| Év   | Csapat                         | 1      | 2      | 3      | 4      | 5      | 6    | 7     | 8      | 9      | 10     | 11     | 12  | 13     | 14     | 15  | 16     | 17     | 18     | 19  | Helyezés | Pont |
| ---- | ------------------------------ | ------ | ------ | ------ | ------ | ------ | ---- | ----- | ------ | ------ | ------ | ------ | --- | ------ | ------ | --- | ------ | ------ | ------ | --- | -------- | ---- |
| 2013 | Barracuda Racing               | STP    | ALA    | LBH    | SAO    | INDY   | DET  | DET   | TXS    | MIL    | IOW    | POC    | TOR | TOR    | MDO 16 | SNM | BAL 22 | HOU 10 | HOU 19 | FON | 30.      | 53   |
| 2014 | Rahal Letterman Lanigan Racing | STP    | LBH    | ALA    | IMS    | INDY   | DET  | DET   | TXS    | HOU 21 | HOU 15 | POC    | IOW | TOR 22 | TOR 16 | MDO | MIL    | SNM    | FON    |     | 28.      | 46   |
| 2015 | CFH Racing                     | STP 9  | NLA 10 | LBH 22 | ALA 11 | IMS 14 | INDY | DET 9 | DET 17 | TXS    | TOR 2  | FON    | MIL | IOW    | MDO 21 | POC | SNM 24 |        |        |     | 21.      | 182  |
| 2016 | Dale Coyne Racing              | STP 20 | PHX 20 | LBH 17 | ALA 18 | IMS    | INDY | DET   | DET    | RDA    | IOW    | TOR 14 | MDO | POC    | TXS    | WGL | SNM    |        |        |     | 26.      | 61   |

† A versenyt nem fejezte be, de helyezését értékelték, mert a versenytáv több, mint 90%-át teljesítette.

### Teljes Formula–E eredménylistája
(Táblázat értelmezése)

(Félkövér: pole-pozícióból indult; dőlt: leggyorsabb kört futott) 

| Év      | Csapat             | 1       | 2       | 3      | 4      | 5      | 6      | 7      | 8   | 9      | 10     | 11      | 12      | Helyezés | Pont |
| ------- | ------------------ | ------- | ------- | ------ | ------ | ------ | ------ | ------ | --- | ------ | ------ | ------- | ------- | -------- | ---- |
| 2017–18 | NIO Formula E Team | HKG1 10 | HKG2 Ki | MAR 16 | SAN 12 | MEX 14 | PDE 13 | ROM 13 | PAR | BER 17 | ZUR Ki | NYC1 15 | NYC2 Ki | 21.      | 1    |

† A versenyt nem fejezte be, de helyezését értékelték, mert a versenytáv több, mint 90%-át teljesítette.
^ FanBoost

### Teljes TCR Európa-kupa eredménysorozata
| 11 | Ki | Ki | 12 | 15 | 8 | 21 | 21† | 7 | 11 | 28† | 25 | Ki | 11 |

* A szezon jelenleg is zajlik.
† A versenyt nem fejezte be, de helyezését értékelték, mert a versenytáv több, mint 75%-át teljesítette.

### Teljes WTCR-es eredménysorozata
| 18 | 16 |  |  | 12 | Ki | Ki | 13 | 13 | 15 |  |  |  | Ki | 9 | 12 |

^ Szabadkártyásként nem volt jogosult a pontszerzésre.
† A versenyt nem fejezte be, de helyezését értékelték, mert a versenytáv több, mint 75%-át teljesítette.

### Teljes Elektromos TCR-bajnokság eredménysorozata
| Év   | Csapat              | Autó              | 1   | 2   | 3   | 4   | 5   | 6   | Helyezés | Pont |
| 2021 | Romeo Ferraris-M1RA | Alfa Romeo Giulia | ITA | ESP | DEN | HUN | FRA |     | 7.       | 218  |
| ---- | ------------------- | ----------------- | --- | --- | --- | --- | --- | --- | -------- | ---- |
| 2021 | Romeo Ferraris-M1RA | Alfa Romeo Giulia | 5   | 11  | 2   | 12  | 4   |     | 7.       | 218  |
| 2022 | Romeo Ferraris      | Alfa Romeo Giulia | FRA | HUN | ESP | BEL | ITA | GER | 12.      | 181  |
| 2022 | Romeo Ferraris      | Alfa Romeo Giulia | 12  | 10  | 12  | 10  | 10  | 7   | 12.      | 181  |